# Georges Bernanos

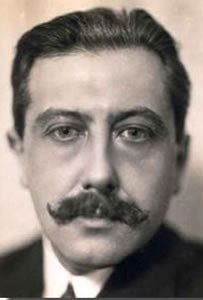
Georges Bernanos

Georges Bernanos (* 20. Februar 1888 in Paris; † 5. Juli 1948 in Neuilly-sur-Seine) war ein französischer Schriftsteller. In einzelnen deutschen Ausgaben lautet die Schreibweise des Vornamens auch „Georg“.

## Leben

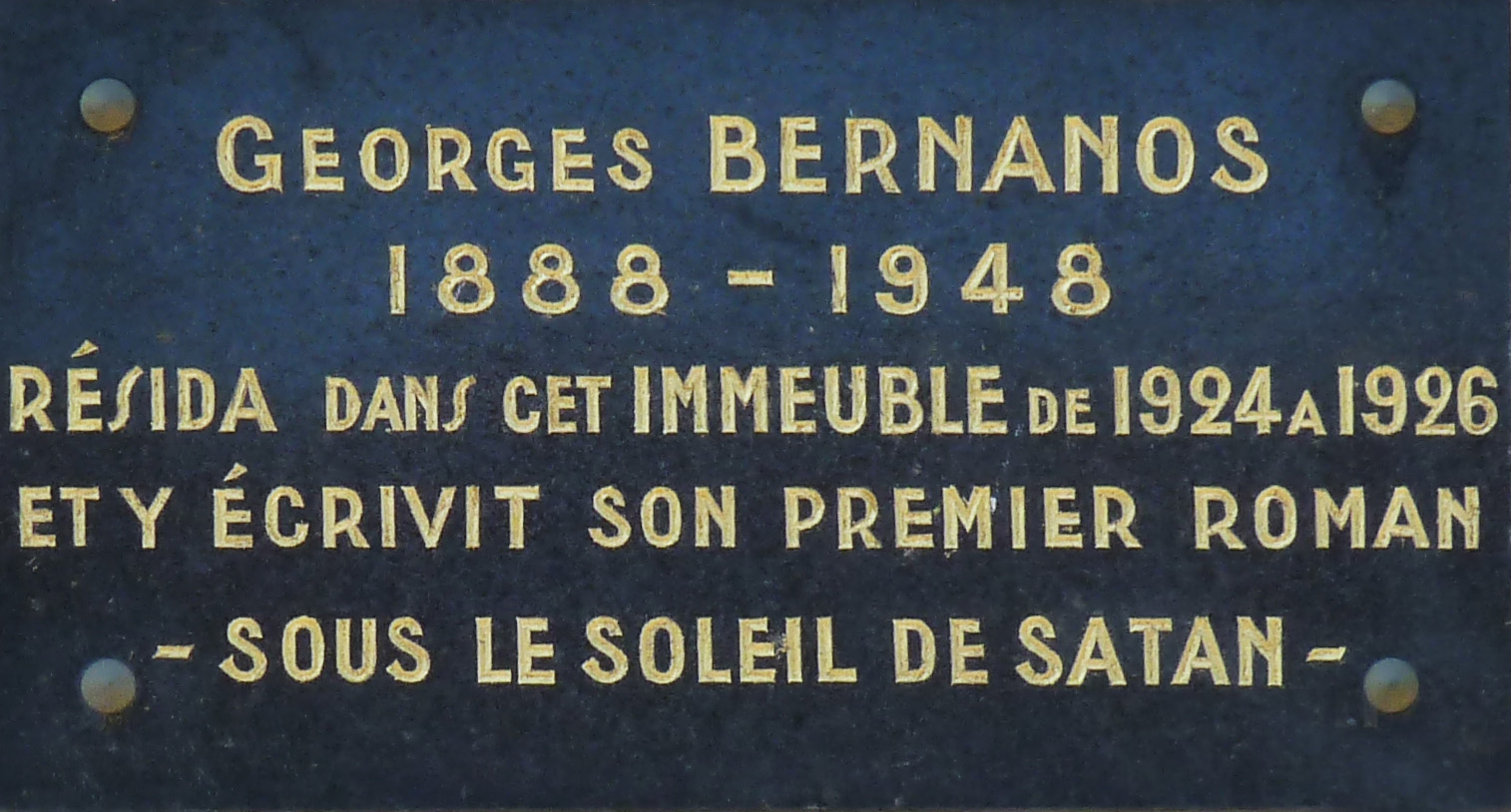
Gedenktafel am Hôtel de la Bessière in Bar-le-Duc, wo Georges Bernanos von 1924 bis 1926 lebte.

Georges Bernanos hatte väterlicherseits französische und spanische Vorfahren. Seine Eltern vermittelten Bernanos bei der Erziehung ihre katholisch-religiösen und monarchistischen Grundüberzeugungen. Bis 1924 schrieb er seine Romane im Elternhaus in Fressin im Artois. Literarisch ist er einer der Hauptvertreter des Renouveau catholique. An der Universität von Paris studierte er Jura und erwarb den akademischen Grad eines „Licencié en droit et licencié ès lettres“. Er heiratete Jeanne Talbert d’Arc, die er in dem monarchistischen Umfeld in Paris kennengelernt hatte; sie war eine direkte Nachfahrin des Bruders von Jeanne d’Arc.
Bernanos war Soldat im Ersten Weltkrieg, von 1908 bis 1919 Mitglied der Action française und aktiver Monarchist (in der Jugendorganisation Camelots du roi). Als Romanschriftsteller trat er seit 1926 hervor, später aber auch politischer Schriftsteller, als der er sich gegen das wiederholte Zurückweichen der französischen Republik vor Adolf Hitler empörte. Er lebte von 1934 bis 1937 auf Mallorca, von wo aus er die nationalspanische Falange und den Opportunismus der katholischen Bischöfe und insbesondere der Jesuiten scharf attackierte. Kardinalstaatssekretär Eugenio Pacelli kommentierte das Buch über die Großen Friedhöfe von 1938 so: Cela brûle, mais cela éclaire („Das brennt, aber das reinigt.“). Bernanos war überzeugt, dass Papst Pius XI. persönlich verhinderte, dass er auf den „Index“ gesetzt wurde, entgegen dem dahingehenden Betreiben spanischer Bischöfe.
Angewidert von der Unterwürfigkeit seines Landes gegenüber Hitler, ging er im Juli 1938 (zwei Monate vor dem „Münchner Abkommen“) ins Exil, zunächst nach Paraguay, bald danach nach Brasilien. Von 1938 bis 1945 lebte er nicht allzu weit entfernt von Rio de Janeiro, wo er mit seiner Frau und seinen sechs Kindern (drei Söhne und drei Töchter) einsam und abgeschieden auf einer Farm wohnte. Von dort aus ging er in Essays und Aufrufen gegen das NS-loyale „Vichy-Regime“ vor und setzte sich für die Résistance (unter Charles de Gaulle) ein.
Er selbst konnte als Kriegsversehrter nicht aktiv am Kampf gegen die von ihm attackierten totalitären und freiheitsfeindlichen Regime (NS-Regime, faschistische und stalinistische Regime) teilnehmen, seine zwei ältesten Söhne nahmen aber ab 1941 – im Kampf gegen die Besetzung Frankreichs – am Zweiten Weltkrieg teil.
Nach der Befreiung Frankreichs lud ihn General de Gaulle ein, dorthin zurückzukehren, wo er seinen Platz habe, y compris au gouvernement (auch in einer Beteiligung an der Regierung). Er kehrte zwar 1945 aus Brasilien nach Frankreich zurück, ging jedoch bald darauf für zwei Jahre nach Tunesien, wo er in Tunis am 4. April 1947 den berühmten Vortrag Nos amis les saints (dt.: Unsere Freunde, die Heiligen) hielt.
1948 wurde er mit einem Flugzeug von Tunis zu einer Operation an der Leber nach Paris gebracht. An den Folgen dieser Operation starb er am 5. Juli 1948 im Amerikanischen Krankenhaus Paris in Neuilly-sur-Seine.

## Schaffen
Die Stellung des Menschen zwischen Gut und Böse, zwischen göttlicher und teuflischer Macht, ist der Mittelpunkt seines Romanwerks. Dabei stehen Priester und Ärzte oft im Mittelpunkt einer Handlung, die im bäuerlichen Milieu spielt. Bei Bernanos, der auch darin auf Ernest Hello aufbaut, gilt in besonderem Maße die Gleichgültigkeit als eine Erscheinungsform des Bösen: vor diesem Hintergrund ließ sich für ihn keine zufriedenstellende Erklärung für die Blindheit seiner Landsleute in Bezug auf die politisch-gesellschaftliche Lage in der Zeit zwischen den Weltkriegen finden. Auf der anderen Seite steht ebenso zentral die göttliche Gnade und Barmherzigkeit – oft die einzige Hoffnung für die Armen und Verlassenen in dieser Welt.
Das Wort imbéciles (im Plural: Schwachsinnige, Einfaltspinsel… „die Dummen“) tritt häufig in Bernanos Essays auf. Seine offene und klare Sprache provozierte manche, fand aber auch rückhaltlose Bewunderer, so zum Beispiel die französische Philosophin Simone Weil (1909–1943), die an Bernanos Briefe aus dem Kampfgeschehen des spanischen Bürgerkriegs schrieb, und Albert Camus (1913–1960), der in einem Antwortbrief an Gabriel Marcel (Warum Spanien?) die mitfühlende Anteilnahme von Georges Bernanos an dem Geschehen des spanischen Bürgerkriegs (1936–39) lobend hervorhob. Der österreichische Schriftsteller Peter Handke bekennt, von den Büchern von Bernanos stark berührt worden zu sein.
Wolfgang Matz schrieb über Les Grands Cimetières sous la Lune (1938): „Ohne Übertreibung wird man dieses Buch als ein seltenes Dokument betrachten, das die Ehre der europäischen Intellektuellen in jenen finsteren Zeiten zu retten vermag. Wohl kaum je hat ein Autor sein eigenes Lager auf so direkte, unverstellte Weise angegriffen. [...] Über seine gedankliche und moralische Kraft hinaus liegt die Bedeutung des Buches in der Sprengung der ideologischen Fronten.“
Der katholische Schweizer Theologe Hans Urs von Balthasar schrieb ein umfangreiches Buch über Bernanos’ Leben und sein Gesamtwerk: Gelebte Kirche – Bernanos (3. Auflage 1988).

„Ein überzeugter Katholik, der zur Zeit des spanischen Bürgerkriegs die schwersten Anklagen gegen einen Teil des spanischen Klerus erhob. Ein französischer Royalist mit antisemitischen Neigungen, zugleich ein erbitterter Gegner des Vichy-Regimes. Ein sehnsüchtiger Verehrer des ‚guten alten Frankreich‘, zugleich die Geißel der ‚Gutgesinnten‘, der lauen und bequemen Bourgeoisie. Ein christlicher Schriftsteller, in dessen Werk die Darstellung und Blößstellung des Bösen, der Sünde und des Lasters den breitesten Raum einnahm. Kind unserer Zeit in ihrer ganzen Zerrissenheit, das die moderne Maschinenkultur, überhaupt die moderne Technik der ‚Roboter‘ bedingungslos ablehnt. Ein überzeugter Europäer, der doch zweimal diesem Kontinent entfloh, zuletzt nach seiner Rückkehr aus Brasilien das geliebte Frankreich und Europa mit den schärfsten Worten tadelte und sich nach Hammamet in Tunesien zurückzog […].“

## Werke (Auswahl)

### In deutscher Übersetzung
- Sous le Soleil de Satan (1926). Auf Deutsch als  Die Sonne Satans. Hegner, Hellerau 1927.
- L’Imposture (1927) – Der Betrug.
- La Joie (1929) – Die Freude (Gewinner des Prix Femina 1929).
- L’Imposture und La Joie erschienen auf Deutsch zusammen als Der Abtrünnige. J. Hegner, Hellerau 1929.
- La Grande Peur des Bien-pensants (1931).
- Journal d’un Curé de Campagne (1936). (Grand Prix du Roman de l’Académie française im Jahr 1943) Auf Deutsch als  Tagebuch eines Landpfarrers. Thomas Verlag Jakob Hegner, Wien 1936. (3. Auflage J. Hegner, Leipzig 1936).
- Nouvelle Histoire de Mouchette (1937) – Die neue Geschichte der Mouchette.
- Les Grands Cimetières sous la Lune (1938) – Die großen Friedhöfe unter dem Mond. Verlag Die Zwölf, München 1949. (Bernanos verdammt die Gräueltaten der Nationalisten auf Mallorca und vollzieht seine Abkehr von der Unterstützung der Franco-Nationalisten).
- Nous autres Français. Gallimard, 1939 (Veröffentlicht aus dem brasilianischen Exil. Bernanos hatte die widerstandslose Haltung der Franzosen gegen Nazideutschland erkannt und prangerte sie an. Er befürchtete den Beginn des dann eintretenden Weltkrieges und eine Niederlage Frankreichs.).
- Monsieur Ouine. (1943) Rio de Janeiro. Deutsch als  Die tote Gemeinde. J. Hegner, Köln 1949.
- Plea for liberty — letters to the English, the Americans, the Europeans. Übersetzung aus dem Französischen von Harry Lorin Binsse, Gestaltung Stefan Salter. Pantheon Books, New York 1944.
- La France contre les Robots (1945) – Wider die Roboter. Übersetzung von Werner von Grünau. G. Kiepenheuer, Köln 1949 (Eine argumentative Verwünschung der Allmacht der Technik, dessen, was man zwanzig Jahre später „Das System“ nennen wird; die französische Zivilisation wird von Bernanos als unvereinbar mit einer Verherrlichung der Welt der Technik angesehen, wie er sie ganz besonders in den angelsächsischen Ländern verwirklicht sieht. Seine Analyse, in der er eine Revolte der Franzosen prophezeit, übersättigt von einer Gesellschaft voller materieller Güter und Werbung, nimmt einen Teil der Studentenunruhen vom Mai 1968 vorweg und hat auch einen Bezug zu den – ab Mitte der 60er Jahre einsetzenden – gesellschaftskritischen Bewegungen.).
- Français, si vous saviez! (1945–1948), deutsch unter dem Titel: Europäer – wenn ihr wüßtet …, Essen 1962.
- Welt ohne Freiheit.  Übersetzung Josef Ziwutschka, Amandus-Edition, Wien 1947.
- Dialogues des Carmélites (1949, 1957) – Die begnadete Angst – Bernanos schrieb einige Zeit vor seinem Tod dieses Drehbuch nach der Erzählung Die Letzte am Schafott von Gertrud von Le Fort, die wiederum die wahre Geschichte der Märtyrinnen von Compiègne aufgreift, die auf der Place de Grève auf der Guillotine hingerichtet wurden. Das Stück wurde von M. Tassencourt und A. Béguin für die Bühne bearbeitet. Eine Vertonung als Oper Dialogues des Carmélites unternahm Francis Poulenc (Uraufführung 1957).

### Werkausgaben
- M. Estève (Hrsg.): Œuvres romanesques. 1961.
- J. Murray (Hrsg.): Correspondance. Gesammelt von Albert Béguin. 1971; Lettres retrouvées. 3 Bände. 1983.
- M. Estève (Hrsg.): Essais et écrits de combat. 1972.

- Gesamtausgaben: Romans (suivis de Dialogues des carmélites). 1 Band; Essais et écrits de combat. 2 Bände. Gallimard, Bibliothèque de la Pléiade, Paris 1961–1991.

## Verfilmungen
- 1950: Tagebuch eines Landpfarrers (Journal d’un Curé de Campagne) – Regie: Robert Bresson
- 1959: Opfergang einer Nonne (Le dialogue des Carmélites) – Regie: Philippe Agostini, R. L. Bruckberger
- 1966: Mouchette – Regie: Robert Bresson
- 1987: Die Sonne Satans (Sous le soleil de Satan) – Regie: Maurice Pialat
- 2020: La France contre les robots – Regie: Jean-Marie Straub